# Microdajus gaelicus
Microdajus gaelicus är en kräftdjursart som beskrevs av Geoffrey Allen Boxshall och Roger J. Lincoln 1987. Microdajus gaelicus ingår i släktet Microdajus och familjen Microdajidae. Inga underarter finns listade i Catalogue of Life.